# Sylvain Vallée
Sylvain Vallée (Boussu, 17 mei 1912 – Mesnil-Saint-Blaise, 25 juli 2021) was, sinds het overlijden van de 108-jarige Maurits Stael op 24 januari 2020, de oudste levende man van België en, na het overlijden van de 109-jarige Eelke Bakker uit Dokkum op 3 mei 2020, tevens de oudste levende man van de Benelux.